# L'imperatrice perduta
L'imperatrice perduta (Geheimnisse des Orients) è un film muto del 1928 diretto da Alexandre Volkoff.

## Trama
Ali lavora come ciabattino al Cairo, ma non è felice con la moglie. Così, quando un giorno entra in possesso di un fischietto magico, ne approfitta per scapparsene via. Si imbarca clandestinamente su una nave per recarsi dal sultano che vive nella lontana capitale. Ali verrà coinvolto in una lunga serie di avventure che gli faranno rizzare i capelli in testa, tanto da fargli rimpiangere la sua vita al Cairo.

## Produzione
Il film fu prodotto dalla Ciné-Alliance e dall'Universum Film (UFA). Venne girato dal novembre 1927 all'aprile 1928 in esterni a Nizza e a Tunisi.

## Distribuzione
Distribuito dall'Universum Film (UFA), il film in Germania fu presentato in prima a Berlino il 19 ottobre 1928, uscendo poi in Finlandia il 31 dicembre. In Francia, fu distribuito dalla Cinématographique Européenne (A.C.E.) (Paris) il 30 agosto 1929 con il titolo Shéhérazade. Negli Stati Uniti, fu proiettato a New York il 30 dicembre 1931.